# Hello Fascination
Hello Fascination è il secondo album in studio del gruppo musicale rock elettronico statunitense Breathe Carolina, pubblicato nel 2009.

## Tracce
1. Hello Fascination – 3:21
2. I'm the Type of Person to Take It Personal – 4:14
3. Take Me to Infinity – 3:35
4. Dressed Up to Undress – 3:40
5. I.D.G.A.F. – 3:14
6. Welcome to Savannah – 3:36
7. I Have to Go Return Some Video Tapes – 3:43
8. The Dressing Room – 3:28
9. Tripped and Fell in Portland – 3:56
10. Can I Take You Home? – 3:53
11. My Obsession – 4:22
12. Velvet – 3:15
13. Rescue – 4:57

## Formazione
- Kyle Even - voce "scream", sintetizzatore, tastiere, programmazioni, chitarre, basso
- David Schmitt - voce "melodica", sintetizzatore, tastiere, programmazioni, effetti, chitarre, percussioni, batteria